# 鄭紀 (越南)
鄭紀（越南语：／；？—？），越南黎中興朝第一代郑主鄭檢的高祖父。去世時間不詳，忌日為農曆十二月十八日，安葬於清華處紹天府永福縣槊山鄉（今屬清化省永祿縣永雄社槊山村）。
鄭主初追封鄭紀為太宰睿國公，後加封為綏仁公，諡圓長。景興四十三年（1782年），聖祖盛王鄭森追尊鄭紀廟號淵祖，封號綏道王。

## 家庭
- 夫人黎氏，追封慎妃，諡安閒
  - 子穆祖福蔭王鄭柳